# Karangsatria
Karangsatria is een bestuurslaag in het regentschap Bekasi van de provincie West-Java, Indonesië. Karangsatria telt 54.220 inwoners (volkstelling 2010).